# Crésantignes
Crésantignes és un municipi francès situat al departament de l'Aube i a la regió del Gran Est. L'any 2007 tenia 277 habitants.

## Demografia

### Població
El 2007 la població de fet de Crésantignes era de 277 persones. Hi havia 116 famílies de les quals 20 eren unipersonals (8 homes vivint sols i 12 dones vivint soles), 48 parelles sense fills, 40 parelles amb fills i 8 famílies monoparentals amb fills.
La població ha evolucionat segons el següent gràfic:
Habitants censats

### Habitatges
El 2007 hi havia 127 habitatges, 114 eren l'habitatge principal de la família, 8 eren segones residències i 5 estaven desocupats. Tots els 127 habitatges eren cases. Dels 114 habitatges principals, 104 estaven ocupats pels seus propietaris, 5 estaven llogats i ocupats pels llogaters i 5 estaven cedits a títol gratuït; 13 tenien tres cambres, 23 en tenien quatre i 78 en tenien cinc o més. 83 habitatges disposaven pel capbaix d'una plaça de pàrquing. A 40 habitatges hi havia un automòbil i a 67 n'hi havia dos o més.

### Piràmide de població
La piràmide de població per edats i sexe el 2009 era:
| Homes | Edats   | Dones |
| ----- | ------- | ----- |
| 0     | 95 o +  | 0     |
| 0     | 90 a 94 | 4     |
| 0     | 85 a 89 | 4     |
| 0     | 80 a 84 | 0     |
| 4     | 75 a 79 | 12    |
| 8     | 70 a 74 | 4     |
| 4     | 65 a 69 | 4     |
| 16    | 60 a 64 | 4     |
| 4     | 55 a 59 | 16    |
| 16    | 50 a 54 | 12    |
| 0     | 45 a 49 | 16    |
| 0     | 40 a 44 | 8     |
| 20    | 35 a 39 | 8     |
| 16    | 30 a 34 | 8     |
| 12    | 25 a 29 | 0     |
| 4     | 20 a 24 | 0     |
| 4     | 15 a 19 | 4     |
| 4     | 10 a 14 | 12    |
| 16    | 5 a 9   | 16    |
| 0     | 0 a 4   | 12    |

## Economia
El 2007 la població en edat de treballar era de 185 persones, 135 eren actives i 50 eren inactives. De les 135 persones actives 128 estaven ocupades (67 homes i 61 dones) i 7 estaven aturades (3 homes i 4 dones). De les 50 persones inactives 24 estaven jubilades, 11 estaven estudiant i 15 estaven classificades com a «altres inactius».

### Ingressos
El 2009 a Crésantignes hi havia 116 unitats fiscals que integraven 296 persones, la mediana anual d'ingressos fiscals per persona era de 19.397 €.

### Activitats econòmiques
Dels 15 establiments que hi havia el 2007, 1 era d'una empresa de fabricació de material elèctric, 6 d'empreses de construcció, 1 d'una empresa d'hostatgeria i restauració, 1 d'una empresa financera, 3 d'entitats de l'administració pública i 3 d'empreses classificades com a «altres activitats de serveis».
Dels 8 establiments de servei als particulars que hi havia el 2009, 1 era un paleta, 1 fusteria, 1 lampisteria, 3 electricistes, 1 perruqueria i 1 restaurant.
L'any 2000 a Crésantignes hi havia 6 explotacions agrícoles.

## Equipaments sanitaris i escolars
El 2009 hi havia una escola maternal integrada dins d'un grup escolar amb les comunes properes formant una escola dispersa.

## Poblacions més properes
El següent diagrama mostra les poblacions més properes.